# Grouches-Luchuel (Grouches) Churchyard
Grouches-Luchuel (Grouches) Churchyard is een begraafplaats gelegen in de Franse plaats Grouches-Luchuel (Somme). De militaire graven worden onderhouden door de Commonwealth War Graves Commission.
De begraafplaats telt 3 geïdentificeerde Gemenebest graven uit de Tweede Wereldoorlog.